# اشتفان ولپه
اشتفان ولپه (آلمانی: Stefan Wolpe؛ ۲۵ اوت ۱۹۰۲ – ۴ آوریل ۱۹۷۲) یک آهنگ‌ساز، موسیقی‌دان و مدرس موسیقی اهل آلمان بود.
او از شاگردان فروچو بوزونی بود و حوالی سال ۱۹۲۳ میلادی در باوهاوس تحصیل می‌کرد و در آنجا با تعدادی از پیروان مکتب دادائیسم آشنا شد و یکی از اشعار کورت شویترس را به موسیقی برگرداند.
حوالی سال‌های ۱۹۲۹ تا ۱۹۳۳ میلادی، موسیقی او، به‌سبب بهره‌گیری از موسیقی دوازده‌نغمه‌ای آرنولد شونبرگ، از نوعِ ناملایم (dissonant) تلقی می‌شد.
اشتفان ولپه بعدها به ایالات متحده آمریکا رفت و به تدریس موسیقی مشغول شد. از شاگردان او می‌توان به مورتون فلدمن، گیل ایوانز، المر برنستاین و داگلاس تاونسند اشاره کرد.
الیوت کارتر دربارهٔ موسیقی او گفت: «اون همهٔ کارها رو غلط انجام می‌ده اما نتیجه‌اش، درست از آب در میاد».
وی همچنین برندهٔ جوایزی همچون کمک‌هزینه گوگنهایم شده‌است.